# Eglinton West (métro de Toronto)
Pour les articles homonymes, voir Eglinton.
Eglinton West est une station de la ligne 1 Yonge-University du métro, de la ville de Toronto en Ontario au Canada.

## Situation sur le réseau
Établie en souterrain et en surface, la station Eglinton West de la ligne 1 Yonge-University, précède la station Glencairn, en direction du terminus Vaughan Metropolitan Centre, et elle est précédée par la station St. Clair West, en direction du terminus Finch.

Plan du métro de Toronto (2023)

## Histoire
La station est inaugurée le 28 janvier 1978. L'architecture de la station est due à l'architecte canadien Arthur Erickson et à Clifford & Lawrie.

### Accès et accueil

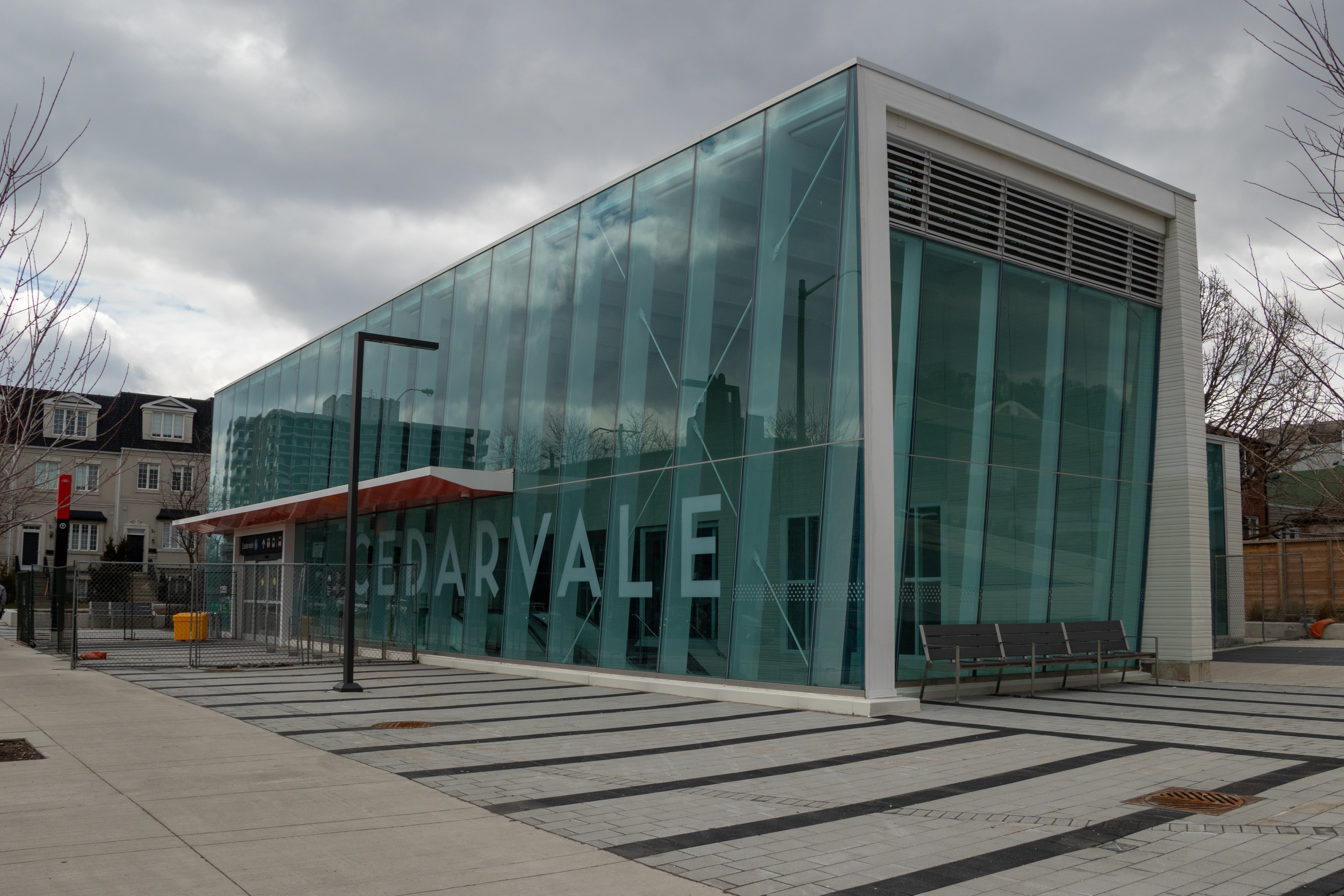
Future entrée extérieure de la ligne 5 Eglinton

## Services aux voyageurs

### Intermodalité
Elle dispose d'un parking incitatif de 158 places de stationnement. La station est desservie par des bus des lignes : 32 Eglinton West, 63 Ossington et 109 Ranee.

## Arts
La station possède deux murales de Gerald Zeldin appelée Summertime Streetcar.

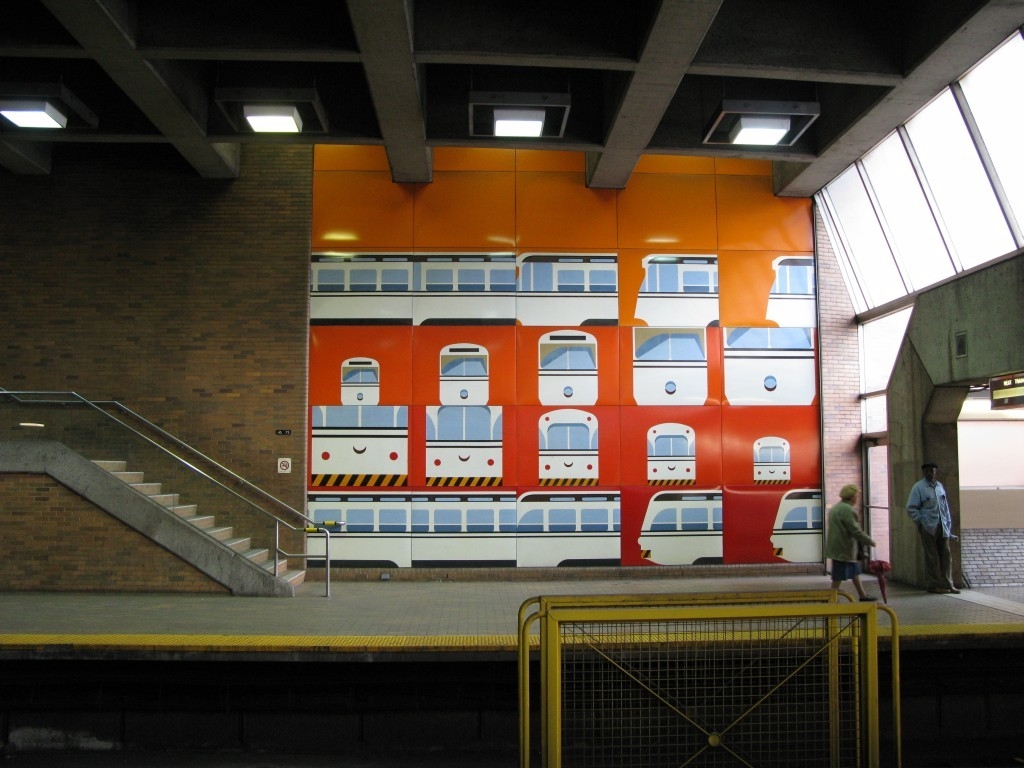
Summertime Streetcar